# Роза Дамасцена
Роза Дамасцена (Rosa damascena), по името на град Дамаск, край който се е отглеждала в древността, известна също като Розата на Кастилия е хибриден вид маслодайна роза, получена от съчетаването на Галска роза и Мускусна роза. Има данни, че с маслодайната роза е свързан и сортът Rosa fedtschenkoana.
Цветовете ѝ са известни с финия си аромат и се берат за розово масло („роза ото“ или „роза абсолю“, което се използва в парфюмерията) и за розова вода и „розов конкрет“. Венчелистчетата на цветовете са годни и за консумация. Те могат да се използват за ароматизиране на храни, като гарнитура, като билков чай и да се консервират със захар („гулканд“).

## Описание
Тази маслодайна роза има широколистни храсти и расте до 2,2 m на височина, стъблата са гъсто снабдени с яки, извити шипове и твърд мъх. Листата са перести клончета, с пет (рядко седем) листенца. Цветовете варират от светло през умерено розово до светло червено. Относително малките цветове растат на групи. Храстът има неопределена форма. Този вид градинска роза принадлежи към класа на историческите градински рози на английски: Old Garden Roses и заема видно място в родословието на много други видове.

### Сортове
Хибридът е разделен в две разновидности:
- Лятна Дамасцена има кратък сезон на цъфтене само през лятото.
- Есенна Дамасцена. Има по-дълъг сезон на цъфтене – чак до есента, иначе не са различава от лятната.

Друг популярен пример за Дамасцена е Исфаханската роза. Хибридът Rosa × centifolia е получен отчасти от Rosa Damascena, както са и Bourbon, Portland и Hybrid Perpetual.
Сортът, известен като Rosa gallica trigintipetala или „Trigintipetala“ се смята за синоним на Rosa Damascena.

## История на отглеждането
Rosa Damascena е облагородено цвете, което не се намира диворастящо. Традиционно се счита, че произхожда от Близкия изток, макар че последните генетични изследвания показват, че е хибрид от (R. moschata x R. gallica) кръстосани с прашец от Rosa fedtschenkoana, което предполага, че по-вероятният произход е в подножието на планините на Централна Азия, дом на тези видове.
Някои историци считат, че кръстоносецът Робърт де Бри е внесъл маслодайната роза в Европа от Сирия някъде между 1254 и 1276 г. Името ѝ идва от Дамаск, Сирия. Други смятат, че римляните са донесли розата в Англия, а трети казват, че лекарят на Хенри VIII му подарил маслодайна роза около 1540 г.
Съществуват данни за производство на парфюми от маслодайна роза в Афганистан (провинция Кабул). Направен е опит да се възстанови тази индустрия като алтернатива за земеделските производители, които произвеждат опиум.

## Култивиране
Роза Дамасцена се отглежда най-добре на редове (като жив плет), за да се постигне по-добра защита на цветовете от вятъра и за по-лесното им събиране. Събирането на цветовете е доста трудоемко, тъй като трябва да се извършва на ръка. Има около двадесет до четиридесет дни в годината, когато реколтата е готова за прибиране, в зависимост от вида на Роза Дамасцена, култивирана в региона. Розите се събират на ръка и се носят до мястото на парна дестилация.
Най-големите производители на розово масло от различните имената на всички рози, попадащи под името роза Дамасцена са България, Иран и Турция. Франция и Индия също има значителен принос към световния пазар. Мароко, Тунис и някои други страни от Близкия изток в миналото са произвеждали розово масло, но техният принос е минимален.
Град Казанлък в България е основан през 1420 и около този период започва отглеждането на рози. Роза Дамасцена е известна в този регион като Казанлъшка роза и според преданията била внесена в района от турски съдия, който я пренася от Тунис и ги засажда в градината си. Тя сега се отглежда с търговска цел в района около Казанлък, наречен Розова долина. Дестилатът от тези рози се продава на пазара като „българско розово масло“ и „Българска роза Ото“. В България в чест на розата се провежда ежегоден Празник на розата.
Най-големите розови плантации се намират край древния ирански град Кашан. В региона се отглежда розата Мохамади ( иранската роза Дамасцена). Иран е и най-големият производител на розова вода.
Турското розово масло се продава на пазара като „розово масло“, „Турска роза ото“ и „Rosa Damascena Attar“ или „Итар“. Докато все още има семейства, които имат свои собствени малки дестилерии и произвеждат т.нар. „селско масло“, комерсиализацията на розово масло като продукт с високо качество се регулира от държавата, като в областта Испарта в Турция има държавен кооператив. Розите все още се отглеждат в малки семейни ферми, но цветята се носят до едно от многото помещения за дестилиране, където се извършва дестилацията с контрол върху качеството.
Индия разработва индустрия за производство на розово масло на роза Атар, роза абсолю и на розов конкрет. Може би поради ниската цена на труда и помощта на индийското правителство, продуктите от Индия днес са по-евтини от тези от България и Турция.
Град Таиф в Саудитска Арабия е известен с отглеждането на рози „Ward Taifi“.

## В готварството
Роза Дамасцена се използва в готварството за аромат и като подправка. Тя е една от съставките в мароканската смес от подправки Рас ел Ханут. Розовата вода и рози на прах се използват в персийската, индийска и в кухнята на Близкия изток. Розовата вода често се поръсва върху месни ястия, докато розата на прах се добавя към сосове. Пиле с роза е популярно ястие в персийската кухня. Цели цветове или отделни листенца (на R. canina, R. damascena, R. gallica и др.) се използват и в билковия чай „зухурат“. Най-популярната употреба обаче, е при ароматизиране на десерти като сладолед, конфитюр, локум, мляко с ориз, кисело мляко и т.н.
Западната кухня днес не използва много розата или розовата вода. Въпреки това, тя е популярна съставка от древни времена и продължава да бъде популярна и в епохата на Ренесанса. Тя най-често се използва в десерти и все още може да се открие като аромат в традиционни десерти като марципан или турон.